# 米德爾頓 (愛爾蘭)

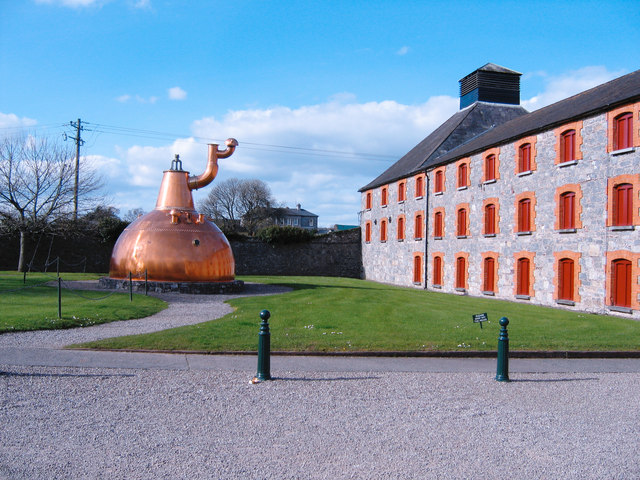
Jameson Whiskey Distillery

米德爾頓（/ˈmɪdəltən/）是愛爾蘭共和國的一座城市，位於科克郡東南部。該市距離郡治科克有22公里，是科克的衛星城之一，也是科克大都市區的一部分，東科克地區的商務中心。

## 外部連結
- Midleton College （页面存档备份，存于）
- Midleton Town Council
- Irish Distillers （页面存档备份，存于）
- Irish Rail Midleton Station Website （页面存档备份，存于）
- Midleton Park Hotel （页面存档备份，存于）